# 스티브 포터

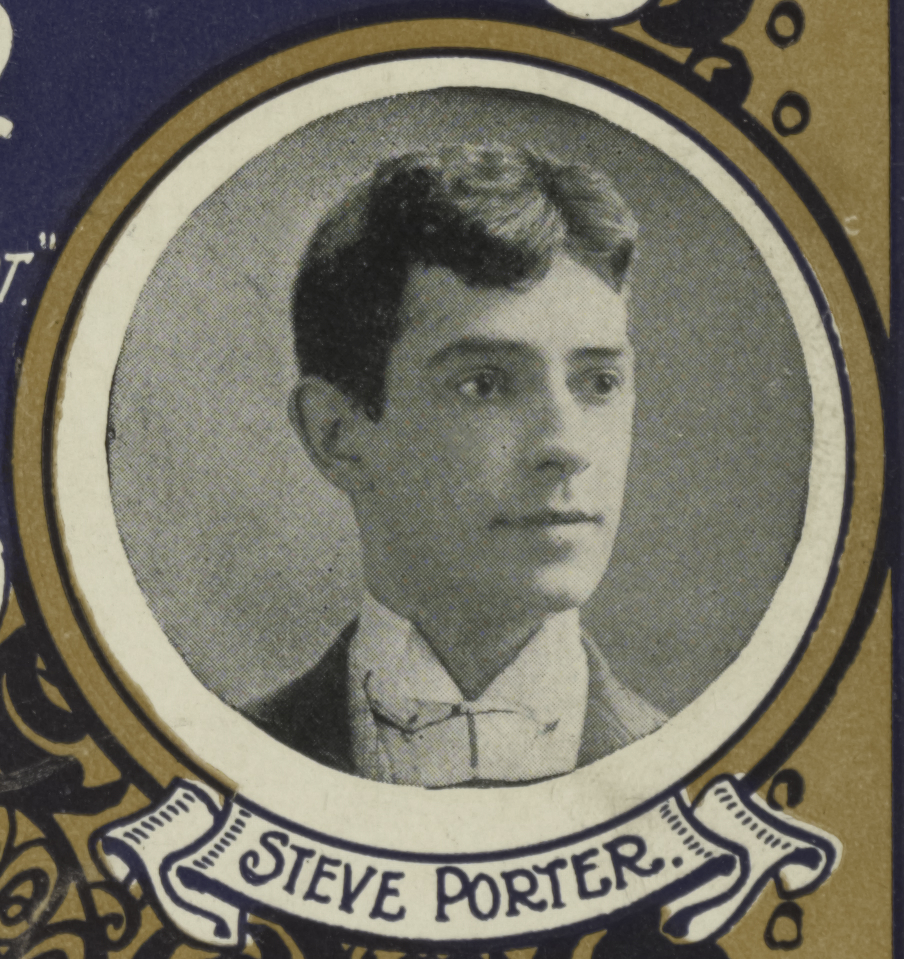
1898년의 스티브 포터

스티브 칼 포터(영어: Steve Carl Porter, 1864년 ~ 1936년 1월 13일)는 미국의 초기 가수 중 한명으로, 1890년대부터 1900년대 초까지 많은 노래를 녹음하였다. 또한 20세기 초, 인도에 녹음 산업이 만들어 질 수 있도록 한 기업가이기도 하며, 보청기 사업도 성공적으로 한 인물이기도 하다.

## 생애
스티브 포터는 뉴욕에서 태어났다. 1890년대에는 보드빌에서 바리톤 가수로 공연을 하였으며, 다이아몬드 코미디 포라는 이름의 팀에 앨버트 캠벨, 짐 레이나드, 빌리 존스 등과 함께 소속되어 있었으며, 틴 팬 앨리에서 조 스턴과 에드워드 B. 마크스와 같은 출판인과 일하기도 하였다. 포터는 다이아몬드 코미디 포와 다이아몬드 콰르테트라는 이름으로 1897년 초 처음으로 녹음을 하였다.
1936년 71세의 나이로 세상을 떠났다.